# Ranunculus sotkamoensis
Ranunculus sotkamoensis är en ranunkelväxtart som beskrevs av S. Ericsson. Ranunculus sotkamoensis ingår i släktet ranunkler, och familjen ranunkelväxter. Inga underarter finns listade i Catalogue of Life.